# Racula
Racula (do 1945 niem. Lawaldau) – część miasta Zielona Góra. Do 31 grudnia 2014 roku samodzielna wieś w gminie Zielona Góra, następnie od 2 stycznia 2015 r. do 31 grudnia 2024 r. część dzielnicy Nowe Miasto.
W latach 1975–1998 należała do województwa zielonogórskiego. W latach 1945−1954 i 1973−1976 miejscowość była siedzibą gminy Racula. 
Sposób zabudowania pozwala określić Raculę jako ulicówkę.

## Historia
W pierwszych średniowiecznych dokumentach dotyczących Raculi występuje nazwa „Larenwalde” przekształcona w XV wieku na „Lawaldau”. Nazwy te są pochodzenia niemieckiego i wiąże się je z nazwiskiem rodu łużyckiego von Larenwalde, który był związany z kolonizacją niemiecką na tych terenach w poł. XIII wieku. Nazwa „Larenwalde” została przekształcona na „Lawalde”, a następnie „Lawald” i „Lawaldau”.
Racula w odróżnieniu od innych wsi w rejonie Zielonej Góry była przez okres przeszło 400 lat własnością jednej rodziny. Pierwsza wzmianka o osadzie pochodzi z 1315 roku i wymienia jako właściciela wsi Johanna von Unruha. Była to już zapewne wówczas duża wieś, skoro „Obwieszczenie Awiniońskie” z 1376 roku wymienia w niej kościół. Mimo że osada ma niemiecką genezę, to zamieszkiwała ją w większości ludność polska przybyła ze Śląska i Wielkopolski. Język polski był w użyciu mieszkańców Raculi jeszcze w XVIII wieku.
Osada pod rządami von Unruhów rozwijała się pomyślnie, skoro w 1448 roku książę głogowski Henryk IX wydał w Kożuchowie dokument zatwierdzający Ludwiga von Unruha jako „pana na Raculi”. Wieś według przekazów niemieckich jako jedna z pierwszych w powiecie przeszła na wyznanie luterańskie. Panowie wsi Nickol i Hans von Unruhowie, inspirowani przez proboszcza św. Jadwigi Pawła Lemberga, znanego ze swoich reformatorskich poglądów, przyjęli nową wiarę już w 1525 roku. Osada musiała być wówczas mocno zaangażowana w nowy ruch religijny, skoro utworzono w niej samodzielną parafię ewangelicką, przejmując na ten cel kościół katolicki. Racula była wówczas średnio zamożną osadą w rejonie Zielonej Góry. Świadczy o tym fakt, że w 1549 roku była zobowiązana świadczyć tylko dwie konne dniówki na rzecz miasta. Dopiero w XVII wieku rodzina von Unruh stała się bardzo majętna, co odbiło się korzystnie na Raculi.
W okresie wojny trzydziestoletniej (1618-1648) wieś była kilkukrotnie łupiona przez maszerujące wojska. Szczególnie krwawe walki miały miejsce w listopadzie 1641 roku, kiedy to Austriacy wyparli broniących się w Raculi Szwedów. W czasie wojny Racula nie posiadała luterańskiego duszpasterza, w związku z czym nabożeństwa odprawiał znany zielonogórski pastor Scultetus. Po wojnie katolicy śląscy poparci przez cesarza upomnieli się o swoje świątynie. Protestantów była jednak zdecydowana większość na tych terenach i dopiero specjalny rozkaz cesarski zmusił ich do oddania świątyń katolikom. Gdy mieszkańcy Raculi nie podporządkowali się w 1651 roku temu zarządzeniu podobnie jak luteranie innych wsi, wówczas specjalna komisja 5 marca 1654 roku oficjalnie przekazała świątynię katolikom. Po spisaniu protokołu, który musieli podpisać dziedzice wsi, komisja ruszyła w dalszą drogę, aby w następnym dniu przejąć kościół w Ochli.
Świątynia w Raculi, która za patrona miała biskupa Mikołaja, nie była w najlepszej kondycji. Przeciekał gontowy dach, co było przyczyną zniszczeń we wnętrzu budynku. Drewniane wyposażenie kościoła było bardzo skromne. Obok świątyni zlokalizowany był cmentarz oraz drewniana wieża z trzema dzwonami. Całość była ogrodzona kamiennym murem. Po przejęciu od protestantów kościoła włączono go do parafii katolickiej pw św. Jadwigi. Jak podaje protokół kontroli diecezjalnej z 1705 roku, we wsi mieszkali Polacy i Niemcy. Niemal wszyscy trwali przy protestantyzmie. Nabożeństwa z powodu braku wiernych odprawiał wikary z Zielonej Góry co trzecią niedzielę na przemian z Drzonkowem i Nowym Kisielinem. Probostwo wiejskie było zrujnowane, a w kościele brakowało szat liturgicznych, olei i tabernakulum, które przywożono z Zielonej Góry. Przy świątyni działała szkoła katolicka, którą prowadził nauczyciel Franciszek Hartman, jednakże luteranie nie chcieli posyłać do niej dzieci. Protestanccy mieszkańcy Raculi woleli chodzić na nabożeństwa w swoim obrządku poza granicę Śląska niż stać się ponownie katolikami. Taki stan rzeczy akceptowali panowie wsi, którzy byli wielkimi zwolennikami Lutra.
Rodzina von Unruh zaczęła przeżywać w XVII wieku swoje lata prosperity. Znaczenie rodziny wzrosło za czasów Georga Ottona von Unruha, który ukończył uniwersytety we Frankfurcie i Wittemberdze. Po powrocie do rodzinnej Raculi został mianowany poborcą podatkowym okręgu zielonogórskiego. Ta ważna wówczas funkcja zapewne przyczyniła się do tego, że Georg Otton kupił w 1608 roku jedną, a w 1654 roku drugą część Zatonia. Tuż przed śmiercią w 1660 roku nabył Dolną Ochlę, Słone i Droszków. Olbrzymi majątek zarządzany z Raculi podzielili między siebie jego trzej synowie. Według umów z 1661 i 1681 roku najstarszy z braci Balthasar odziedziczył Zatonie, drugi Otton Ochlę, natomiast najmłodszy Johann Fryderyk otrzymał gniazdo rodowe Raculę. Jak majętną rodziną byli Unruhowie niech świadczy fakt, że Otton i Balthasar wybudowali w Górnej Ochli i Zatoniu swoje reprezentacyjne rodowe siedziby. Potęga tej familii nie trwała jednak zbyt długo, gdyż sprzedała ona w latach 1711-1722 zadłużone dobra w Ochli i Zatoniu, pozostawiając sobie tylko Raculę i folwark w Drzonkowie. Wieś w I poł. XVIII wieku przestała się rozwijać, podupadał też majątek, który rodzina von Unruh zdecydowała się sprzedać w 1728 roku. Dobra w Raculi nabył wówczas Johann Sigmund von Rothenburg z Lasek Odrzańskich. Kolejnym właścicielem majątku i należącej do niego części Drzonkowa był w 1743 roku Gustav Christian von Prittwitz, który w latach 1754-1757 pełnił funkcję starosty powiatu zielonogórskiego.
Po zajęciu przez Prusy austriackiego Śląska w 1741 roku Racula znalazła się na terytorium Prus. Król Fryderyk II zreformował administrację i chcąc zyskać sobie przychylność śląskich katolików, wydał dekret, który nie zezwalał na zabieranie im świątyń i innych dóbr. Tak więc kościół katolicki, probostwo i szkoła zostały w rękach nielicznych katolików tworzących parafię. Luteranie z Raculi zostali włączeni do parafii ewangelickiej w Zielonej Górze. Administracyjnie wieś znalazła się w Wielkim Okręgu Urzędowym Jędrzychów.
Po aneksji pruskiej do wsi napłynęło sporo niemieckich osadników, w związku z czym liczba ludności zaczęła dość gwałtownie rosnąć. Polacy stawali się powoli mniejszością. Majątek w Raculi, będący nadal w nie najlepszej sytuacji finansowej został sprzedany. Nowym właścicielem został w 1761 roku Balthasar von Stosch. Nowy nabywca był człowiekiem bardzo bogatym, posiadał dobra m.in. w Borowie, Wiechlicach, Czernej, Starym Kisielinie i Drzonkowie. Majątek w Raculi był od tej pory zarządzany z Borowiny k. Szprotawy, będąc często wydzierżawianym. W 1765 roku był on wyceniony na 7800 talarów, będąc jednym z mniejszych w powiecie. Z czasem von Stoschowie częściowo go rozparcelowali, gdyż stał się deficytowym. Nie dotrwał on do XX wieku. Wieś w odróżnieniu od majątku zaczęła się ponownie rozwijać i liczyła w 1765 roku 49 zagród chłopskich.
26 sierpnia 1768 roku, podczas przejazdu przez Raculę króla Prus Fryderyka II, z niewyjaśnionych przyczyn zapaliła się wiejska karczma. Wcześniej, 5 maja 1705 roku, w czasie żałobnego bicia w dzwony po śmierci cesarza Leopolda I, pękł największy dzwon kościelny.
Wsi nie ominęły wojny. W czasie rozgrywającej się w latach 1756-1763 wojny siedmioletniej kwaterowały w niej wojska pruskie, rosyjskie i austriackie. Także w czasie kampanii napoleońskiej 1806 i 1813 osada doświadczyła kontrybucje i kwaterunki wojsk. Wieś nabrała znaczenia, gdy wyznaczono nową drogę łączącą Zieloną Górę z Otyniem. Stary trakt wiódł przez Kisielin. Nowy, krótszy wybudowany w latach 1818-1820 przebiegał przez Raculę. Na przełomie XVIII-XIX wieku zaczęła powstawać w obrębie gruntów wiejskich kolonia „Neuwaldau” – Raculka. Wybudowano dwa młyny wodne „Buschmuhle” i „Krampmuhle”. Innym ważnym wydarzeniem była likwidacja parafii katolickiej. Wiejskie kościoły z powodu braku wiernych, konserwacji i przy wydatnej „pomocy” ewangelików, obróciły się w XVIII-XIX wieku w ruinę, jak choćby świątynia w Drzonkowie, Nowym Kisielinie czy Kiełpinie. Kościół w Raculi ominął ten los, dzięki temu, że mieszkała tam w poł. XVIII wieku kilkudziesięcioosobowa grupa katolików. Dzięki pomocy wiernych z Zielonej Góry przeprowadzono w II poł. XVIII wieku gruntowny remont i konserwację kościołów oraz szkoły probostwa.
W latach 1831–1833 likwidowano dekretem parafie, gdzie nie było już świątyń lub stały w ruinie. Zlikwidowano wówczas parafię w Raculi, włączając ją do parafii św. Jadwigi. Kościół w Raculi stał się od tego czasu jedynym kościołem filialnym tej parafii, do którego uczęszczali wierni z Raculi, Drzonkowa i Kisielina. Przy kościele funkcjonowała też szkoła, do której chodziły dzieci katolickie z tych wsi. Taki stan rzeczy trwał do 1945 roku. W 1837 roku we wsi mieszkało 57 katolików. Racula w odróżnieniu od innych zlikwidowanych parafii zatrzymała swoje grunty i budynki.
Od poł. XIX wieku wieś leżąca już na ważnym szlaku drogowym Berlin – Wrocław, przeżywała apogeum rozwoju gospodarczego. W związku ze wzrostem zapotrzebowania na cegłę, z której powszechnie zaczęto budować, wykorzystano miejscowe złoża gliny. W Raculi powstały 3 cegielnie „Krauses Ziegelei”, „Fechners Ziegelei” i „Heinzes Ziegelei”, które realizowały z powodzeniem zapotrzebowanie na cegłę Raculi i okolicznych wsi. Wybudowano nową drogę gminną do Drzonkowa i dalej do Kiełpina. Założono nowy cmentarz ewangelicki. W Raculi pod koniec XIX wieku przy trakcie powstała duża restauracja i dom gminny. Liczba ludności w 1865 roku przekroczyła 700 mieszkańców, co czyniło wówczas Raculę jedną z większych w powiecie. Istniała również prężna szkoła ewangelicka, do której w 1867 roku uczęszczało 127 uczniów. W 1911 roku otwarto we wsi kasę bankową.
W 1900 roku osada liczyła już 800 mieszkańców, w tym 65 wyznania rzymskokatolickiego. Racula była typową wsią rolniczą, jednakże największym mankamentem tutejszych chłopów były małe gospodarstwa, których grunty były porozrzucane po terenie całej gminy wiejskiej. W 1908 we wsi było jeszcze ok. 15 ha winnic. Przed I wojną wybrukowano drogę gminną do Starego Kisielina. Lata 1914-1918 były zastojem w życiu osady. Na frontach zginęło prawie 40 mieszkańców Raculi, którym w 1921 roku gmina wystawiła obok kościoła pomnik wdzięczności. W 1921 roku Racula została zelektryfikowana, a koło cegielni "Krauses" przy drodze do Zielonej Góry, powstała duża stacja transformatorowa dla okolicy. Wieś w okresie międzywojennym rozbudowywała się w kierunku Drzonkowa i przy kolonii Raculka. Powstały nowe warsztaty oraz piekarnie i sklepy. We wsi pracowały 3 kuźnie. Rosła też liczba ludności, która w 1925 roku wynosiła 933. W 1934 roku rozpoczęła działalność we wsi poczta. Założono wówczas pierwsze aparaty telefoniczne. W okresie międzywojennym przestały funkcjonować 2 cegielnie oraz młyny. W 1941 roku Racula liczyła 984 mieszkańców i miała 967 ha powierzchni.

### Lata 1945–2014
Radzieckie oddziały 3 armii gwardii I Frontu Ukraińskiego zajęły wieś 14 lutego 1945 roku (po wojnie powstał pomnik ku czci poległych żołnierzy). Wkrótce władzę we wsi przejęła administracja polska. Dotychczasową ludność wysiedlono do Niemiec. Racula, leżąca przy głównej drodze i blisko miasta, była szybko zasiedlana przez polskich osadników. We wsi w 1945 roku znalazło się kilku aktywnych działaczy Stronnictwa Ludowego. To sprawiło, że w Raculi szybko zaczęły działać partie polityczne, a wieś stała się w 1945 roku siedzibą dużej gminy, w skład której wchodziły sołectwa: Drzonków, Jędrzychów, Kiełpin, Nowy Kisielin, Stary Kisielin, Sucha i Zatonie.
Po zmianach administracji terenowej w 1954 roku utworzono Gromadzkie Rady Narodowe. Racula stała się wówczas siedzibą gromady Racula, do której należały też wsie: Drzonków, Ługowo, Sucha i Zatonie. Po kolejnej zmianie administracyjnej, która miała miejsce w 1973 roku i przywracała gminy wiejskie, Racula stała się ponownie jej siedzibą.
We wsi od 1945 roku jest kościół katolicki pw. św. Mikołaja. Gdy w grudniu 1976 roku Wojewódzka Rada Narodowa w Zielonej Górze zadecydowała o połączeniu gmin Zielona Góra i Racula, wieś przestała być siedzibą rady narodowej. Znajdując się w granicach gminy Zielona Góra, wieś była reprezentowana w radzie gminy przez 2 radnych.

### Od 2015 roku
1 stycznia 2015 roku Racula została włączona w granice miejskie Zielonej Góry, jako część nowo utworzonej dzielnicy administracyjnej Nowe Miasto i otrzymując wewnątrz tej dzielnicy status sołectwa. Powołany został sołtys i rada sołecka. Racula jest reprezentowana w Radzie Miejskiej Zielonej Góry (1 radny) i Radzie Dzielnicy Nowe Miasto (2 radnych).

## Zabytki
Do wojewódzkiego rejestru zabytków wpisane są:
- kościół parafialny pw. św. Mikołaja, został zbudowany na przełomie XIV-XV wieku w stylu gotyckim. Założony na planie prostokąta ma wydzielone prezbiterium. Obiekt murowany jest z kamienia polnego z użyciem cegły. W II poł. XVIII wieku został gruntownie przebudowany, w wyniku czego otrzymał nowe wyposażenie wnętrz oraz strop i dach. Kościół w Raculi był w latach 1525-1654 we władaniu miejscowych protestantów, którzy uczynili z niego swój zbór. Od 1833 roku do 1945 był kościołem filialnym parafii pw. św. Jadwigi w Zielonej Górze. Świątynia jest ogrodzona kamiennym murem, w obrębie którego znajdował się stary cmentarz katolicki.
- dzwonnica; została wybudowana w drugiej połowie XVIII wieku na miejscu starej walącej się wieży przykościelnej pochodzącej z XV wieku. Obiekt założony na planie kwadratu, drewniany o konstrukcji słupowej. Na wieży wiszą 3 stare dzwony, które nie pochodzą z Raculi. Największy dzwon został przywieziony w II poł. XVIII wieku z Leśniowa Wielkiego, średni z zawalonego kościoła w Drzonkowie i najmniejszy z Milska

inne zabytki:
- zespół podworski - budynki gospodarcze dawnego majątku wiejskiego usytuowane przy dawnym podwórzu. Wzniesione z kamienia i cegły w I poł. XVIII wieku.
- cmentarz, usytuowany za wsią opodal drogi do Starego Kisielina. Założony w poł. XIX wieku jako ewangelicki.

inne obiekty budownictwa wiejskiego:
- dom nr 28 murowany parterowy nakryty dachem naczółkowym. Zbudowany na przełomie XVIII-XIX wieku. W Raculi znajduje się kilkanaście budynków mieszkalnych murowanych datowanych na poł. XIX. Są to domy nr 1, 1b, 55a, 63, 72, 73, 126, 128, 150 i 158. Na obrzeżach wsi znajdują się ruiny trzech cegielni wybudowanych ok. poł. XIX wieku oraz młyna wodnego "Krampmuhle".